# Barclays Bank Zambia
Barclays Bank Zambia (BBZ) ist eine Aktiengesellschaft in Sambia. Ihr Hauptsitz ist in Lusaka, Kafue House, Cairo Road.
Das Unternehmen ist ein hundertprozentiges Tochterunternehmen der Barclays PLC. Sie wurde 1918 gegründet und versteht sich vor allem als Dienstleistungsunternehmen im internationalen Zahlungsverkehr sowie über die Barclays Global Securities als Zugang für ausländische Investoren zum sambischen Kapitalmarkt. Sie gehört mit Standard Chartered Bank und Zambia National Commercial Bank zu den größten Banken in Sambia. Sie finanziert vor allem größere staatliche und private Investitionen.
Im Januar 2006 hat die BBZ ein größeres Programm für Baudarlehen vorgestellt: 80 Prozent Finanzierung mit maximal 12 Jahren Laufzeit und 23 Prozent Zinsen bei einer Mindestdarlehenssumme von 96 Mio. Kwacha (30.000 US-$) außerhalb von Lusaka und in Lusaka Mindestdarlehenssumme von 80 Mio. Kwacha (24.000 US-$). Trotzdem wirkt der Druck der Geberländer auf Kredite an kleine und mittlere Unternehmen, wie die Presseerklärung der US-Botschaft vom Oktober 2006 deutlich macht. BBZ unterhält 30 Zweigstellen in Sambia.